# Natação no Campeonato Mundial de Esportes Aquáticos de 2015 - 4x100 m medley misto
A prova do revezamento 4x100 metros lmedley misto da natação no Campeonato Mundial de Esportes Aquáticos de 2015 ocorreu no dia 5 de agosto em Cazã na Rússia. 

## Recordes
Antes desta competição, os recordes mundiais e do campeonato nesta prova eram os seguintes:
| Tipo                  | Atleta    | Tempo   | Local | Data                  |
| --------------------- | --------- | ------- | ----- | --------------------- |
|                       | Austrália | 3:46.52 | Perth | 31 de janeiro de 2014 |
| Recorde do campeonato |           | '       |       |                       |

Os seguintes novos recordes foram estabelecidos durante esta competição. 
| Data        | Prova         | Nacionalidade  | Tempo   | Recordes |
| ----------- | ------------- | -------------- | ------- | -------- |
| 5 de agosto | Eliminatórias | Rússia         | 3:45.87 | ,        |
| 5 de agosto | Eliminatórias | Estados Unidos | 3:42.33 | ,        |
| 5 de agosto | Eliminatórias | Reino Unido    | 3:41.71 | ,        |

## Medalhistas
| Ouro | Prata                                                                                                   | Bronze                                                                          |
| Reino Unido · Chris Walker-Hebborn · Adam Peaty · Siobhan-Marie O'Connor · Fran Halsall · Ross Murdoch · Rachael Kelly | Estados Unidos · Ryan Murphy · Kevin Cordes · Katie McLaughlin · Margo Geer · Kendyl Stewart · Lia Neal | Alemanha · Jan-Philip Glania · Hendrik Feldwehr · Alexandra Wenk · Annika Bruhn |

## Resultados

### Eliminatórias
Esses foram os resultados das eliminatórias.
| Pos. | Bateria | Raia | Nacionalidade        | Nadadores | Tempo   | Notas |
| ---- | ------- | ---- | -------------------- | --- | ------- | ----- |
| 1    | 3       | 2    | Estados Unidos       | Ryan Murphy (52.18) Kevin Cordes (58.33) Kendyl Stewart (57.78) Lia Neal (54.04)                                   | 3:42.33 | Q,    |
| 2    | 3       | 0    | Reino Unido          | Chris Walker-Hebborn (53.40) Ross Murdoch (59.14) Rachael Kelly (58.02) Fran Halsall (53.83)                       | 3:44.39 | Q     |
| 3    | 4       | 3    | Alemanha             | Jan-Philip Glania (53.89) Hendrik Feldwehr (59.22) Alexandra Wenk (57.88) Annika Bruhn (54.40)                     | 3:45.39 | Q,    |
| 4    | 2       | 4    | Rússia               | Daria Ustinova (59.89) Kirill Prigoda (59.99) Daniil Pakhomov (51.52) Veronika Popova (54.47)                      | 3:45.87 | Q     |
| 5    | 3       | 7    | Itália               | Simone Sabbioni (53.46) Arianna Castiglioni (1:07.13) Matteo Rivolta (51.29) Erika Ferraioli (54.15)               | 3:46.03 | Q,    |
| 6    | 1       | 6    | China                | Xu Jiayu (53.44) Li Xiang (1:01.38) Chen Xinyi (58.51) Zhu Menghui (54.15)                                         | 3:47.48 | Q,    |
| 7    | 3       | 1    | Hungria              | Gábor Balog (54.03) David Horvath (1:01.66) Evelyn Verrasztó (59.19) Zsuzsanna Jakabos (54.62)                     | 3:49.50 | Q     |
| 8    | 4       | 9    | Canadá               | Russell Wood (54.76) Rachel Nicol (1:07.60) Noemie Thomas (57.96) Karl Krug (49.28)                                | 3:49.60 | Q     |
| 9    | 4       | 4    | Brasil               | Daynara de Paula (1:02.58) Felipe Lima (1:00.86) Daiene Dias (1:00.17) João de Lucca (49.84)                       | 3:53.45 |       |
| 10   | 3       | 5    | Suíça                | Nils Liess (56.01) Martin Schweizer (1:01.81) Danielle Villars (59.47) Megan Connor (56.27)                        | 3:53.56 |       |
| 11   | 1       | 4    | Finlândia            | Mimosa Jallow (1:01.48) Sami Aaltomaa (1:01.64) Emilia Pikkarainen (59.79) Ari-Pekka Liukkonen (52.46)             | 3:55.37 |       |
| 12   | 4       | 7    | Colômbia             | Omar Pinzón (57.42) Jorge Murillo (1:01.57) Jessica Camposano (1:00.84) Isabella Arcila (55.59)                    | 3:55.42 |       |
| 13   | 4       | 6    | Singapura            | Quah Zheng Wen (54.63) Ho Ru'En Roanne (1:11.98) Quah Ting Wen (59.80) Yeo Kai Quan (51.10)                        | 3:57.51 |       |
| 14   | 2       | 8    | México               | Lourdes Villaseñor (1:04.70) Daniela Carrillo (1:10.01) Daniel Ramirez Carranza (55.15) Alejandro Escudero (50.95) | 4:00.81 |       |
| 15   | 1       | 3    | Tailândia            | Kasipat Chograthin (59.13) Radomyos Matjiur (1:04.03) Sutasinee Pankaew (1:03.60) Jenjira Srisa-Ard (1:00.43)      | 4:07.19 |       |
| 16   | 2       | 3    | Azerbaijão           | Boris Kirillov (58.16) Anton Zheltyakov (1:02.95) Alsu Bayramova (1:06.50) Fatima Alkaramova (1:00.32)             | 4:07.93 |       |
| 17   | 2       | 0    | Costa Rica           | Mario Montoya (1:01.81) Esteban Araya (1:07.64) Marie Laura Meza (1:01.11) Helena Moreno (1:00.19)                 | 4:10.75 |       |
| 18   | 2       | 9    | Bolívia              | Andrew Rutherfurd (59.14) José Quintanilla (1:08.95) Karen Torrez (1:02.83) María José Ribera (1:01.57)            | 4:12.49 |       |
| 19   | 2       | 2    | Papua-Nova Guiné     | Ryan Pini (56.38) Tegan McCarthy (1:17.87) Sam Seghers (56.07) Barbara Vali-Skelton (1:03.58)                      | 4:13.90 |       |
| 20   | 3       | 6    | Zâmbia               | Jade Howard (1:08.07) Alex Axiotis (1:07.06) Ralph Goveia (56.41) Tilka Paljk (1:02.86)                            | 4:14.40 |       |
| 21   | 4       | 0    | Macau                | Ngou Pok Man (59.43) Lei On Kei (1:14.85) Chao Man Hou (1:00.80) Long Chi Wai (1:00.94)                            | 4.16.02 |       |
| 22   | 2       | 5    | Sri Lanka            | Kimiko Raheem (1:05.47) Machiko Raheem (1:24.19) Matthew Abeysinghe (56.34) Cherantha de Silva (53.24)             | 4:19.24 |       |
| 23   | 3       | 8    | Jordânia             | Mohammed Bedour (1:04.16) Lydia Musleh (1:18.81) Khader Baqlah (57.68) Talita Baqlah (59.06)                       | 4:19.71 |       |
| 24   | 3       | 9    | República Dominicana | Arianna Sanna (1:10.71) Jean Luis Gómez (1:10.40) Dorian McMenemy (1:06.93) Jhonny Peréz (51.75)                   | 4:19.79 |       |
| 25   | 4       | 1    | Quênia               | Talisa Lanoe (1:09.32) Issa Mohamed (1:13.15) Emily Muteti (1:05.72) Hamdan Bayusuf (55.80)                        | 4:23.99 |       |
| 26   | 4       | 5    | Mongólia             | Enkhkhuslen Batbayar (1:13.20) Delgerkhuu Myagmar (1:14.17) Batsaikhan Dulguun (59.05) Yesui Bayar (1:08.04)       | 4:34.46 |       |
| 27   | 2       | 7    | Turquia              | Ekaterina Avramova (1:02.97) Viktoriya Zeynep Gunes (DSQ) Kaan Türker Ayar Kemal Arda Gürdal                       |         | DSQ   |
| 27   | 3       | 4    | França               | Benjamin Stasiulis (54.43) Giacomo Perez-Dortona (59.55) Marie Wattel (58.62) Anna Santamans (DSQ)                 |         | DSQ   |
| 27   | 1       | 2    | Albânia              | |         | DNS   |
| 27   | 1       | 5    | Filipinas            | |         | DNS   |
| 27   | 2       | 1    | Suriname             | |         | DNS   |
| 27   | 2       | 6    | Egito                | |         | DNS   |
| 27   | 3       | 3    | Japão                | |         | DNS   |
| 27   | 4       | 2    | Argentina            | |         | DNS   |
| 27   | 4       | 8    | Moçambique           | |         | DNS   |

### Final
Esse foi o resultado da final.
| Pos.              | Raia | Nacionalidade  | Nadadores                                                                                               | Tempo   | Notas            |
| ----------------- | ---- | -------------- | --- | ------- | ---------------- |
| Medalha de ouro   | 5    | Reino Unido    | Chris Walker-Hebborn (52.94) Adam Peaty (57.98) Siobhan-Marie O'Connor (57.02) Fran Halsall (53.77)     | 3:41.71 | Recorde mundial  |
| Medalha de prata  | 4    | Estados Unidos | Ryan Murphy (53.31) Kevin Cordes (58.63) Katie McLaughlin (57.56) Margo Geer (53.77)                    | 3:43.27 |                  |
| Medalha de bronze | 3    | Alemanha       | Jan-Philip Glania (53.52) Hendrik Feldwehr (59.16) Alexandra Wenk (57.21) Annika Bruhn (54.24)          | 3:44.13 | Recorde nacional |
| 4                 | 7    | China          | Xu Jiayu (52.74) Li Xiang (1:00.47) Lu Ying (57.39) Zhu Menghui (54.05)                                 | 3:44.65 | Recorde asiático |
| 5                 | 6    | Rússia         | Anastasia Fesikova (1:00.48) Yuliya Yefimova (1:05.46) Daniil Pakhomov (51.60) Vladimir Morozov (47.29) | 3:44.83 |                  |
| 6                 | 2    | Itália         | Simone Sabbioni (53.68) Arianna Castiglioni (1:06.44) Piero Codia (51.59) Silvia Di Pietro (53.88)      | 3:45.59 |                  |
| 7                 | 8    | Canadá         | Russell Wood (54.51) Richard Funk (59.69) Katerine Savard (57.83) Sandrine Mainville (54.20)            | 3:46.23 |                  |
| 8                 | 1    | Hungria        | Gábor Balog (54.32) Dávid Horváth (1:01.80) Evelyn Verrasztó (59.46) Zsuzsanna Jakabos (54.48)          | 3:50.06 |                  |

Legenda
| Recorde mundial       | Recorde mundial (World record)               |                       | Recorde africano                      | Recorde africano (African) |                                           | Q | Classificado por posição (Qualified) |
| Recorde do campeonato | Recorde do campeonato (Championship record)  | Recorde da América    | Recorde da América (Americas)         | q                          | Classificado por melhor tempo (Qualified) |   |                                      |
| Melhor marca do ano   | Melhor marca do ano (World leading)          | Recorde asiático      | Recorde asiático (Asian)              | DNS                        | Não largou (Did not start)                |   |                                      |
| Recorde nacional      | Recorde nacional (National record)           | Recorde europeu       | Recorde europeu (European)            | DNF                        | Não terminou (Did not finish)             |   |                                      |
| Recorde pessoal       | Recorde pessoal do atleta (Personal best)    | Recorde da Oceania    | Recorde da Oceania (Oceania)          | DSQ / DQ                   | Desclassificado (Disqualified)            |   |                                      |
| Recorde da temporada  | Recorde da temporada do atleta (Season best) | Recorde sul-americano | Recorde sul-americano (South America) | NM                         | Sem marca (No mark)                       |   |                                      |